# Joseph Baratz
Joseph Baratz, hebräisch יוסף ברץ, (geboren 26. Apriljul. / 8. Mai 1890greg. in Coșnița, Gouvernement Cherson, Russisches Kaiserreich; gestorben 14. Dezember 1968 in Degania Alef) war ein israelischer Kibbuz-Pionier, Politiker und Diplomat.

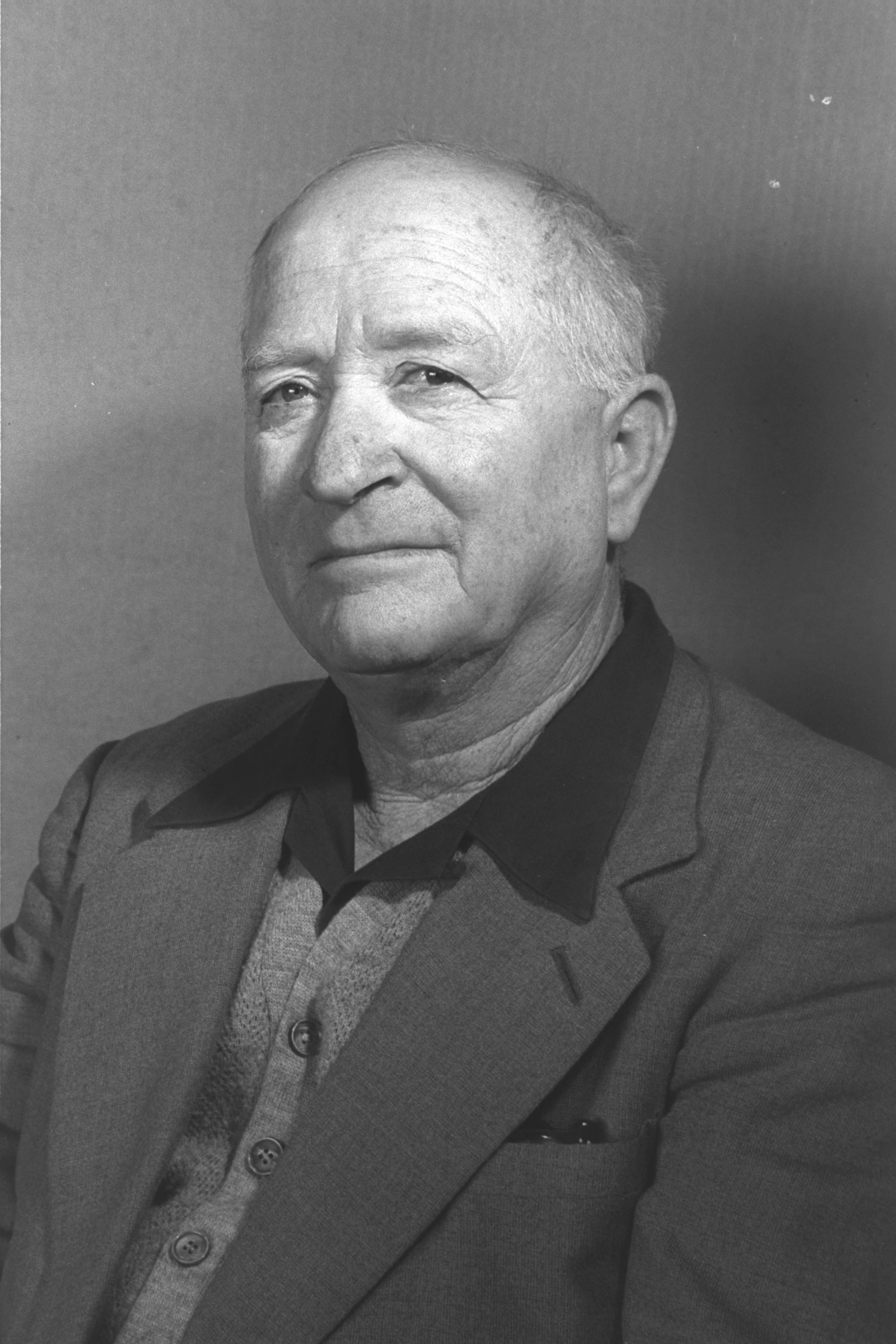
Joseph Baratz (1956)

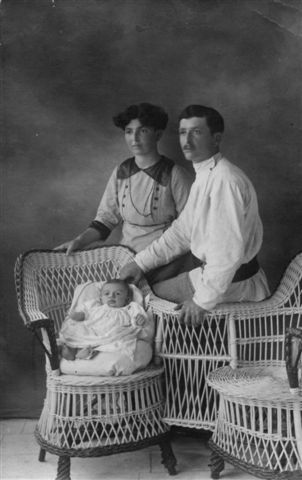
Miriam und Joseph Baratz (ca. 1913)

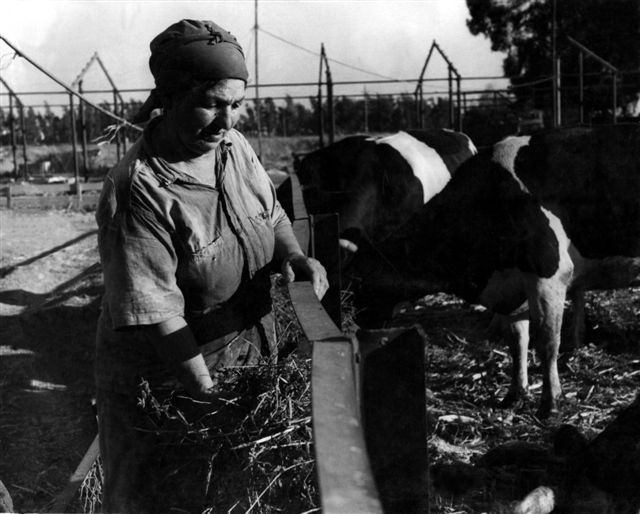
Miriam Baratz bei der Kibbuzarbeit (ohne Jahr)

## Leben
Baratz besuchte den Cheder und engagierte sich bei der zionistischen Jugend in Kischinjow. Nach den Pogromen in der Ukraine und dem bessarabischen Kischinjow 1903 und 1905 gehörte er zu den vielen jüdischen Flüchtlingen, die das Zarenreich mit der Alija verließen. Er emigrierte 1906 in das osmanische Palästina und arbeitete dort in der Landwirtschaft in der Region von Petach Tikwa, Rechovot und als Steinmetz in Jerusalem, Tel Aviv, Atlit und in Zichron Ja’akow.
Baratz war 1910 unter den Gründern des ersten Kibbuz in Degania (später Degania Alef) am See Genezareth, wo er von nun an wohnte, 1912 Miriam Ostrovsky (1889–1970) heiratete und sieben Kinder hatte. Sie führten im Kibbuz neue Formen des Familienlebens ein.
Baratz war Mitglied der Partei HaPoel HaZair und für diese Mitglied im Parlament in Palästina. Er gehörte der paramilitärischen Organisation der Zionisten Haganah an, in deren Führungskommittee er aufstieg. Er wurde 1919 von der Gewerkschaft Histadrut in diplomatischer Mission nach Russland geschickt. Weitere Einsätze waren 1921, 1926 und 1931 in den USA und Kanada und 1934 in Österreich. Ab dem 12. Zionistenkongress 1921 war er regelmäßiger Teilnehmer auf den darauffolgenden Kongressen. Im Zweiten Weltkrieg setzte er sich im britischen Palästina für die Rekrutierung der Jüdischen Brigade ein und war Vorsitzender des Unterstützungskommittees der Brigade.
Nach der Staatsgründung Israels wurde er 1949 bei der ersten Parlamentswahl auf der Liste der Mapai in die Knesset gewählt. Bereits bei der Wahl 1951 schied er wieder aus.

## Schriften (Auswahl)
- Siedler am Jordan: die Geschichte vom ersten Kibbuz (= Der Siebenstern). Vandenhoeck & Ruprecht, Göttingen 1954, OCLC 222260589 (englisch: A village by the Jordan: the story of Degania. Übersetzt von Elisabeth Bäumer unter Mitwirkung von Christoph Henn, 2. Auflage 1963).
- Eretz Israel in self defence. Keren Hayesod, Jerusalem 1938.